# Petina, Kampanien
Petina är en ort och kommun i provinsen Salerno i regionen Kampanien i Italien. Kommunen hade 1 110 invånare (2017).